# Milden
Milden is een civil parish in het bestuurlijke gebied Babergh, in het Engelse graafschap Suffolk. In 2001 telde het civil parish 106 inwoners. Milden komt in het Domesday Book (1086) voor als 'Mellinga'. De civil parish telt 18 monumentale panden.